# Francesco D'Adda
Francesco D'Adda, VI conte di Sale, II marchese di San Giovanni di Pomesana (Milano, 12 dicembre 1726 – Milano, 11 ottobre 1779), è stato un nobile e politico italiano.

## Biografia
Nato a Milano nel 1726, Francesco era figlio di Costanzo d'Adda, V conte di Sale e I marchese di San Giovanni di Pomesana, e di sua moglie, la nobildonna milanese Maria Giuseppa Castelbarco Visconti.
Inserito nell'amministrazione del ducato di Milano come da vocazione della sua famiglia, nel 1751 divenne membro dei 60 decurioni, venendo poco dopo incluso anche nei XII di provvisione. Dal 1759 al 1760 e dal 1766 al 1767 fu vicario di provvisione a Milano. Nel 1768 venne nominato sovrintendente delle acque e delle strade per il ducato di Milano. Nel 1776, l'imperatore Giuseppe II del Sacro Romano Impero lo nominò suo ciambellano imperiale e conservatore degli ordini.
La sua figura acquisì una notevole importanza nella Milano della seconda metà del Settecento in quanto egli fu amico e collaboratore dei fratelli Verri. Durante la sua amministrazione come vicario di provvisione, si distinse per un comportamento spiccatamente favorevole a sostenere le necessarie autonomie del governo lombardo a spese del centralismo voluto dalla corte viennese. Egli sposò inoltre in prime nozze la nobile Marianna Barbara Corbella che fu a suo tempo amata da Pietro Verri.
Morì a Milano nel 1779. Alla sua dipartita, non avendo avuto eredi maschi, i suoi titoli si estinsero, mentre le sue sostanze passarono all'unica figlia, Maria, che ne fu erede universale. Con lui si estinse anche il ramo dei D'Adda dei conti di Sale.

## Matrimoni e figli
Francesco D'Adda sposò in prime nozze nel 1754 la nobile Marianna Barbara Corbella, figlia di Carlo Felice, marchese di Affori, dalla quale ebbe una sola figlia:
- Maria (1759-1788), sposò il 5 maggio 1787 il nobile Giulio Gregorio Orsini, V marchese di Mosate

Dopo la morte della prima moglie, si risposò il 9 ottobre 1770 a Milano con la marchesa Teresa Litta Visconti Arese (1753-1815), figlia del marchese di Gambolò, dalla quale però non ebbe eredi.

## Genealogia
|                                                                             |                                                  |                                               | Genitori                                        |  |  | Nonni |  |  | Bisnonni                           |  |  | Trisnonni                          |  |
|                                                                             |                                                  |                                               |                                                 |  |  |       |  |  | Costanzo D'Adda, III conte di Sale |  |  | Francesco D'Adda, II conte di Sale |  |
|                                                                             |                                                  |                                               |                                                 |  |  |       |  |  | Costanzo D'Adda, III conte di Sale |  |  | Francesco D'Adda, II conte di Sale |  |
|                                                                             |                                                  | Beatrice D'Adda                               |                                                 |  |  |       |  |  | Costanzo D'Adda, III conte di Sale |  |  |                                    |  |
| Francesco D'Adda, IV conte di Sale                                          |                                                  |                                               |                                                 |  |  |       |  |  | Costanzo D'Adda, III conte di Sale |  |  |                                    |  |
|                                                                             |                                                  | Anna Maria Cusani Visconti                    | Agostino Cusani, I marchese di Chignolo         |  |  |       |  |  |                                    |  |  |                                    |  |
|                                                                             |                                                  | Anna Maria Cusani Visconti                    | Agostino Cusani, I marchese di Chignolo         |  |  |       |  |  |                                    |  |  |                                    |  |
|                                                                             |                                                  | Anna Maria Cusani Visconti                    | Giovanna Visconti di Sesto                      |  |  |       |  |  |                                    |  |  |                                    |  |
| Costanzo D'Adda, V conte di Sale, I marchese di San Giovanni di Pomesana    |                                                  | Anna Maria Cusani Visconti                    |                                                 |  |  |       |  |  |                                    |  |  |                                    |  |
|                                                                             |                                                  | Carlo Gallarati, I marchese di Cerano         | Gian Tommaso Gallarati, V signore di Cerano     |  |  |       |  |  |                                    |  |  |                                    |  |
|                                                                             |                                                  | Carlo Gallarati, I marchese di Cerano         | Gian Tommaso Gallarati, V signore di Cerano     |  |  |       |  |  |                                    |  |  |                                    |  |
|                                                                             |                                                  | Carlo Gallarati, I marchese di Cerano         | Lodovica Arese                                  |  |  |       |  |  |                                    |  |  |                                    |  |
| Lodovica Gallarati                                                          |                                                  | Carlo Gallarati, I marchese di Cerano         |                                                 |  |  |       |  |  |                                    |  |  |                                    |  |
|                                                                             |                                                  | Antonia Taverna                               | Costanzo Taverna, IV conte di Landriano         |  |  |       |  |  |                                    |  |  |                                    |  |
|                                                                             |                                                  | Antonia Taverna                               | Costanzo Taverna, IV conte di Landriano         |  |  |       |  |  |                                    |  |  |                                    |  |
|                                                                             |                                                  | Antonia Taverna                               | Anna Camilla Moroni                             |  |  |       |  |  |                                    |  |  |                                    |  |
| Francesco D'Adda, VI conte di Sale, II marchese di San Giovanni di Pomesana |                                                  | Antonia Taverna                               |                                                 |  |  |       |  |  |                                    |  |  |                                    |  |
|                                                                             | Francesco di Castelbarco, I conte di Castelbarco | Scipione di Castelbarco, III barone di Gresta |                                                 |  |  |       |  |  |                                    |  |  |                                    |  |
|                                                                             | Francesco di Castelbarco, I conte di Castelbarco | Scipione di Castelbarco, III barone di Gresta |                                                 |  |  |       |  |  |                                    |  |  |                                    |  |
|                                                                             | Francesco di Castelbarco, I conte di Castelbarco | Laura Galvagni                                |                                                 |  |  |       |  |  |                                    |  |  |                                    |  |
| Giuseppe Scipione Castelbarco Visconti, ex uxor I marchese di Cislago       | Francesco di Castelbarco, I conte di Castelbarco |                                               |                                                 |  |  |       |  |  |                                    |  |  |                                    |  |
|                                                                             |                                                  | Claudia Dorotea Emerenziana von Lodron        | Christoph von Lodron, VI conte di Lodron        |  |  |       |  |  |                                    |  |  |                                    |  |
|                                                                             |                                                  | Claudia Dorotea Emerenziana von Lodron        | Christoph von Lodron, VI conte di Lodron        |  |  |       |  |  |                                    |  |  |                                    |  |
|                                                                             |                                                  | Claudia Dorotea Emerenziana von Lodron        | Barbara Katharina zu Spaur und Flavon           |  |  |       |  |  |                                    |  |  |                                    |  |
| Maria Giuseppa Castelbarco Visconti                                         |                                                  | Claudia Dorotea Emerenziana von Lodron        |                                                 |  |  |       |  |  |                                    |  |  |                                    |  |
|                                                                             |                                                  | Cesare III Visconti, III marchese di Cislago  | Tebaldo Visconti, II marchese di Cislago        |  |  |       |  |  |                                    |  |  |                                    |  |
|                                                                             |                                                  | Cesare III Visconti, III marchese di Cislago  | Tebaldo Visconti, II marchese di Cislago        |  |  |       |  |  |                                    |  |  |                                    |  |
|                                                                             |                                                  | Cesare III Visconti, III marchese di Cislago  | Claudia Tassoni Estense                         |  |  |       |  |  |                                    |  |  |                                    |  |
| Costanza Nicolina Visconti, marchesa di Cislago                             |                                                  | Cesare III Visconti, III marchese di Cislago  |                                                 |  |  |       |  |  |                                    |  |  |                                    |  |
|                                                                             |                                                  | Teresa Serra                                  | Giovanni Francesco Serra, II marchese di Strevi |  |  |       |  |  |                                    |  |  |                                    |  |
|                                                                             |                                                  | Teresa Serra                                  | Giovanni Francesco Serra, II marchese di Strevi |  |  |       |  |  |                                    |  |  |                                    |  |
|                                                                             |                                                  | Teresa Serra                                  | Maria Giovanna Doria                            |  |  |       |  |  |                                    |  |  |                                    |  |
|                                                                             |                                                  | Teresa Serra                                  |                                                 |  |  |       |  |  |                                    |  |  |                                    |  |